# Miroslav Biskup
Miroslav Biskup (* 10. srpna 1950) je bývalý český hokejista, obránce.

## Hokejová kariéra
V lize hrál za TJ SONP Kladno. S Kladnem získal v roce 1975 mistrovský titul.

## Klubové statistiky
| Sezona    | Klub           | Soutěž  | Základní část | Základní část | Základní část | Základní část | Základní část |
| Sezona    | Klub           | Soutěž  | Z             | G             | A             | B             | TM            |
| --------- | -------------- | ------- | ------------- | ------------- | ------------- | ------------- | ------------- |
| 1969/1970 | TJ SONP Kladno | 1. liga | 19            | 0             | 2             | 2             | 10            |
| 1972/1973 | TJ SONP Kladno | 1. liga | 20            | 1             | 1             | 2             | 14            |
| 1973/1974 | TJ SONP Kladno | 1. liga | 13            | 0             | 1             | 1             | 4             |
| 1974/1975 | TJ SONP Kladno | 1. liga | 9             | 0             | 3             | 3             | 0             |